# Christian Mähr
 Christian Mähr  (Feldkirch, 1952. február 6. –) osztrák sci-fi-író, kémikus és tudományos szerkesztő.

## Élete
Az Innsbrucki Egyetemen kémikusnak tanult. 1982-ben doktorált. A vorarlbergi Haselstaudenben él.

## Munkássága
- Zur Synthese von Azabicyclo[4.1.0]heptanen mit Substituenten in 1-Stellung 1981
- Magister Dorn, 1987
- Fatous Staub, 1991
- Stadt Feldkirch, 1993 (Nikolaus Walter-el)
- Simon fliegt, 1998
- Ski-Club Arlberg, 2000
- Die letzte Insel, 2001
- Vergessene Erfindungen, 2002
- Semmlers Deal, 2008
- Alles Fleisch ist Gras, 2010

### Díjai
- 1992 Német Science Fiction-díj
- 1992 Kurd-Laßwitz-díj

## Fordítás
- Ez a szócikk részben vagy egészben  a   Richard Hey című német Wikipédia-szócikk fordításán alapul.  Az eredeti cikk szerkesztőit annak laptörténete sorolja fel. Ez a jelzés csupán a megfogalmazás eredetét és a szerzői jogokat jelzi, nem szolgál a cikkben szereplő információk forrásmegjelöléseként.